# Heteracanthocephalidae
Heteracanthocephalidae är en familj av hakmaskar. Heteracanthocephalidae ingår i ordningen Echinorhynchida, klassen Palaeacanthocephala, fylumet hakmaskar och riket djur.
Kladogram enligt Catalogue of Life:
| Heteracanthocephalidae | \| \| Aspersentis \| \| \| \| \| \| Heteroacanthocephalus \| \| \| \| \| \| Sachalinorhynchus \| \| \| \| |
|                        | \| \| Aspersentis \| \| \| \| \| \| Heteroacanthocephalus \| \| \| \| \| \| Sachalinorhynchus \| \| \| \| |
|                        | Arhythmacanthidae                                                                                         |
|                        | |
|                        | Cavisomidae                                                                                               |
|                        | |
|                        | Diplosentidae                                                                                             |
|                        | |
|                        | Echinorhynchidae                                                                                          |
|                        | |
|                        | Fessisentidae                                                                                             |
|                        | |
|                        | Hypoechinorhynchidae                                                                                      |
|                        | |
|                        | Illiosentidae                                                                                             |
|                        | |
|                        | Polyacanthorhynchidae                                                                                     |
|                        | |
|                        | Pomphorhynchidae                                                                                          |
|                        | |
|                        | Rhadinorhynchidae                                                                                         |
|                        | |
|                        | Aspersentis                                                                                               |
|                        | |
|                        | Heteroacanthocephalus                                                                                     |
|                        | |
|                        | Sachalinorhynchus                                                                                         |
|                        | |

|  | Aspersentis           |
|  |                       |
|  | Heteroacanthocephalus |
|  |                       |
|  | Sachalinorhynchus     |
|  |                       |